# Театр Конт'акті
Театр Конт'акті (фін. Cont'akti teatteri) — фінський театр буфонади-комедії утворений в 1988 році в місті Порі, Фінляндія.
Засновником театру став колишній співупорядник Молодіжного театрального руху Порі - Гаррі Вііта Harry Viita. На своїх початках театр базувався в приміщенні колишньої бавовняної фабрики (саме її старого магазину) - з 2000 років він перебрався поближче до відпочинкової зони міста, за адресою Antinkatu 15.